# Kontantfaktura
Kontantfaktura är en handling som ska uppfylla bokföringslagens krav på verifikationer (5 kap. 7 §). Det vill säga innehålla uppgifter om när verifikationen har sammanställts, när affärshändelsen inträffade, vad den avser, hur stort belopp och vilken motpart den berör med namn och adress. Den ska också följa reglerna för bokföring av fakturor, vilket bland annat innebär att den skall bevaras i ursprungligt skick samt att den ska bokföras senast påföljande arbetsdag. 